# Iridomyrmex oblongiceps
Iridomyrmex oblongiceps é uma espécie de formiga do gênero Iridomyrmex.